# Adrien Gréa
Adrien Gréa (Lons-le-Saunier, 18 de febrero de 1828 - Rotalier, 23 de febrero de 1917) fue un abogado, historiador, archivista, paleógrafo y sacerdote católico francés, fundador de la Congregación de la Inmaculada Concepción de la Orden de Canónigos Regulares de San Agustín.

## Biografía
Adrien Gréa nació en Lons-le-Saunier el 18 de febrero de 1828, en el seno de una familia de la nobleza, su padre estaba al servicio de la monarquía de Luis Felipe I de Francia y era miembro de la Asamblea Nacional de Francia de 1848. Sus padres fueron Désiré Adrien Grea y Claudine-Françoise Lucía Monnier. Adrien Gréa, después de obtener un título de archivero en la École Nationale des Chartes en París (1850), fue a Roma, donde se especializó en paleografía cristiana en la Angelicum. Conoció a los canónigos regulares de San Agustín, ingresó a la orden y fue ordenado sacerdote. Fue nombrado abad del monasterio de Jura. En 1863 fue nombrado vicario general de la diócesis de Saint-Claude y, el ejercicio de esta función, fundó la Congregación de la Inmaculada Concepción. El instituto recibió la aprobación del obispo Louis-Anne Nogret, en 1871 y, más tarde, en 1876 del papa Pío IX.
A inicios del siglo XX, Gréa se dedicó a la fundación de nuevos monasterios de su orden religiosa, implantando la congregación en Canadá, Italia y Perú. Los últimos años de su vida los pasó en el monasterio de Rotalier, donde murió el 23 de febrero de 1917.